# Elvira Kuhn
Elvira Kuhn nebo Elvira Kuhnová (6. července 1895 Jáchymov – 1974) byla československá politička německé národnosti a meziválečná poslankyně Národního shromáždění za Komunistickou stranu Československa.

## Biografie
Pocházela z dělnické rodiny. Otec zemřel, když jí bylo šest let. Matka se pak musela starat o tři děti sama. Elvira vychodila osmiletou základní školu a pracovala jako služka. Podle údajů k roku 1930 byla profesí dělnicí tabákové továrny v Jáchymově.
V parlamentních volbách v roce 1929 získala za Komunistickou stranu Československa poslanecké křeslo v Národním shromáždění. Mandát ale pozbyla v roce 1934 rozhodnutím volebního soudu. Jako náhradník pak za ni nastoupil Hermann Krehan.
Po ztrátě mandátu žila do roku 1937 v Moskvě. Před druhou světovou válkou emigrovala do Velké Británie. Od roku 1946 žila na území pozdější Německé demokratické republiky.